# Carmelo Ferraro

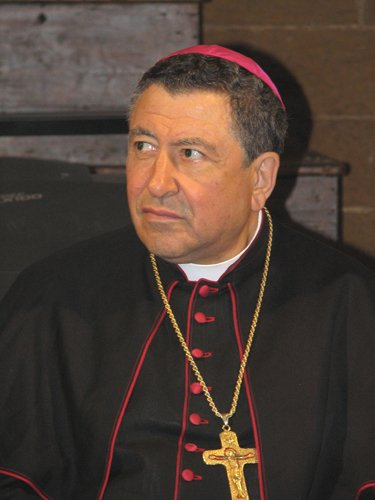
Erzbischof Ferraro (2009)

Erzbischofswappen

Carmelo Ferraro (* 12. September 1932 in Santa Croce Camerina, Provinz Ragusa, Italien) ist emeritierter Erzbischof von Agrigent.

## Biographie
Carmelo Ferraro wurde am 12. September 1932 in Santa Croce Camerina geboren, einem kleinen Ort an der Südostküste Siziliens. Am 3. Juli 1955 empfing er das Sakrament der Priesterweihe.
Von 1957 bis 1962 lehrte er Katholische Theologie am Bischöflichen Seminar von Ragusa. Von 1962 bis 1978 war er Erzpriester der Hauptkirche von Vittoria im Bistum Ragusa.
Am 30. März 1978 ernannte ihn Papst Paul VI. zum Bischof von Patti. Nach dem Empfang der Bischofsweihe durch Salvatore Kardinal Pappalardo am 13. Mai wurde er am 27. Mai desselben Jahres in der Kathedrale von Patti in sein Amt eingeführt.
Am 3. November 1988 wurde er von Papst Johannes Paul II. zum Bischof von Agrigent ernannt, das damals noch ein Suffraganbistum des Erzbistums Monreale war. Seine Amtseinführung fand am 10. Dezember desselben Jahres in der Kathedrale von Agrigent statt. Mit der Erhebung des Bistums Agrigent zum Erzbistum und Metropolitansitz im Jahr 2002 wurde Carmelo Ferraro Erzbischof und erster Metropolit der neu gegründeten Kirchenprovinz Agrigent.
In der Sizilianischen Bischofskonferenz war Ferraro Delegierter für Gesundheit.
Am 23. Februar 2008 nahm Papst Benedikt XVI. sein aus Altersgründen vorgebrachtes Rücktrittsgesuch an und ernannte den bisherigen Weihbischof in Messina-Lipari-Santa Lucia del Mela, Francesco Montenegro, zu seinem Nachfolger.